# Warte auf der Landwehr
Koordinaten: 51° 5′ 42″ N, 9° 19′ 37″ O
Die Warte auf der Landwehr war ein in die Landwehr des landgräflich-hessischen Amts Borken gegenüber der kurmainzischen Stadt Fritzlar eingebundener Wartturm unweit nördlich der heutigen Kalbsburg im nordhessischen Schwalm-Eder-Kreis. Der Turm, 1431/32 erbaut und nach 1757 abgebrochen, wurde zunächst als „Turm auf dem Bonebach“ bezeichnet, benannt nach der dortigen kleinen Siedlung Bunebach bzw. Bonebach.
Fälschlicherweise wurde der 24 Meter hohe, viergeschossige spätgotische Kirchturm des etwa 2 km entfernten Dorfs Großenenglis, ursprünglich Torturm des von einer Ringmauer umgebenen Wehrfriedhofs, häufig als „Warte auf der Landwehr“ bezeichnet, da man diesen lange Zeit mit dem „Turm auf dem Bonebach“ gleichsetzte bzw. verwechselte. 

## Geschichte
Der Grundstein der Warte wurde auf Anordnung des Landgrafen Ludwig I. im September 1431 gelegt, wenige Jahre nach dem für die Landgrafschaft Hessen siegreichen Mainzisch-Hessischen Krieg von 1427. Neben der Überwachung des nördlich angrenzenden mainzischen Gebiets diente der Bau auch als Zufluchtsort bei Gefahr durch marodierende Räuber, und dazu waren, laut Übereinkunft zwischen dem Landgrafen und dem Mainzer Erzbischof Konrad III. aus dem Jahre 1432, auch mainzische Untertanen berechtigt. (Im Gegenzuge durften hessische Untertanen in den Fritzlarer Warten bei Holzheim und in der Ederaue notfalls Zuflucht finden.) Die Warte sollte den Mainzern zu allen Zeiten offen stehen, ihren Feinden gegenüber jedoch verschlossen bleiben.
Der Landgraf gab die Warte mit ihrem Zubehör zunächst einem Fischbach und danach an Henne Semenbrogke zu Lehen. Am 18. Februar 1448 übertrug sein Enkel, Landgraf Ludwig II., dieses Lehen auf Lebenszeit an seinen Amtmann Philipp von Borken und dessen Ehefrau Margarethe, damit sie die Warte zum Nutzen von Herrn, Land und Leuten sichern und baulich unterhalten sollten. Nach dem Tod Philipps wurde das Lehen am 7. Dezember 1457 an Henne II. von Wehren übertragen, der sich dahingehend mit Philipps Witwe geeinigt hatte. 
Am 11. Juli 1494 gab Landgraf Wilhelm I. seinem Geheimen Rat, Erbküchenmeister und Amtmann zu Borken, Philipp von Wildungen, den Turm auf der Landwehr mit seiner Ringmauer und allem Zubehör als Mannlehen und gestattete ihm, dort ein Gebäude zu errichten und es „Hoen Englyes“ zu nennen. Dieser Bau, Keimzelle des ab Mitte des 16. Jahrhunderts als Kalbsburg bekannten Gutshofs, war allerdings bei Philipps Tod im Jahre 1505 noch nicht vollendet. Die von Wildungen erweiterten das Lehen mit umliegenden Wäldern und Feldern, bauten das Gut aus und blieben bis 1596 im Besitz des Guts „Hohenengelsüß genannt die Kalbsburg“, das Burkhard (Burghard) von Wildungen dann an seinen Schwager Melchior von Hanstein verpfändete. Danach folgten zahlreiche Besitzwechsel durch Belehnungen und Verkäufe des Guts, auf dem noch bis 1956 Landwirtschaft betrieben wurde.
Die alte Warte verlor im Laufe der Zeit ihre Bedeutung. Sie findet sich noch auf der „Schleensteinschen Karte“ aus dem Jahr 1715 und auch auf einer Karte des Jahres 1757, wo es um Grenzstreitigkeiten zwischen Kurmainz und den hessischen Ämtern Gudensberg und Borken geht. Auf der 1840–1861 angefertigten „Niveau Karte des Kurfürstenthums Hessen“ (Blatt Borken, 1859) ist die Warte nicht mehr verzeichnet. Sie war wohl inzwischen als Baumaterial für die Erweiterung des Gutshofs abgebrochen worden.